# Lone Star Soccer Alliance
La Lone Star Soccer Alliance era una lega calcistica statunitense che esistita dal 1987 al 1992. La maggior parte delle squadre provenivano dal Texas, ma alcune provenivano anche dall'Oklahoma e dal Kansas.

## Storia
Prima proposta dai Houston Dynamos, il 18 aprile 1987, la Lone Star Soccer Alliance si formò quando i Dynamos furono raggiunti dai Dallas Express, San Antonio International e Austin Thunder. La lega era inizialmente associata alla Texas State Soccer Association South. Nel 1989, è stata approvata come campionato regionale dalla United States Soccer Federation. La LSSA è stata creata come un campionato regionale di calcio all'aperto e come una lega di sviluppo per il campionato professionistico che i tifosi di calcio statunitensi speravano fosse all'orizzonte.

## Albo d'oro
| Stagione | Vincitore            | Serie           | Finalista       |
| -------- | -------------------- | --------------- | --------------- |
| 1987     | Dallas Express       | No play-off     | Houston Dynamos |
| 1988     | Dallas Mean Green    | 5 - 3           | Houston Dynamos |
| 1989     | Austin Thunder       | 3 - 2           | F.C. Dallas     |
| 1990     | Oklahoma City Spirit | 3 - 0           | F.C. Dallas     |
| 1991     | F.C. Dallas          | 3 - 3 (6-5 dcr) | Austin Thunder  |
| 1992     | Dallas Inter         | 2 - 1           | America F.C.    |

## Lista completa delle squadre
| - America F.C. (1992) - Austin Thunder (1987-1992) - Dallas Inter (1987-1992, come Dallas Express nel 1987, come Dallas Mean Green nel 1988, come F.C. Dallas nel 1989-1991) - Houston International (1987-1991, come Houston Dynamos nel 1987-1990) - Houston Alianza (1988-1991) - Oklahoma City Spirit (1990-1992) | - San Antonio Alamo (1987-1990, come San Antonio International nel 1987-1989) - San Antonio XLR8 (1992) - Tulsa Pride (1992) - Wichita Blue (1990-1992) - Wichita Falls Fever (1989-1992) |